# Kmiecie (Rączna)
Kmiecie – część wsi Rączna w Polsce, położona w województwie małopolskim, w powiecie krakowskim, w gminie Liszki.
W latach 1975–1998 Kmiecie administracyjnie należało do województwa krakowskiego.